# Сувалкски коридор
Сувалкски коридор (блр. сувалкскі калідор), познато и као Сувалкска превлака (литв. Suvalkų tarpas, пољ. przesmyk suwalski), ријетко је насељено подручје око границе Литваније и Пољске, а налази се на најкраћем путу између Бјелорусије и руске ексклаве Калињинградске области на пољској странице границе. Име је добио по пољском граду Сувалки, а ова геостратешка тачка постала је од великог стратешког и војног значаја откако су Пољска и балтичке државе приступе Организацији Сјеверноатлантског споразума (НАТО).
Пољско-литванска граница је образована након Сувалкског споразума 1920, али је имао мали значај у међуратном периоду, пошто су се пољске земље протезале даље на сјевероисток, док је током Хладног рата Литванија била дио Совјетског Савеза, а Пољска чланица Организације Варшавског споразума, којег је предводио Совјетски Савез. Распад Совјетског Савеза и Организације Варшавског споразума учврстили су границе које су пресјецале најкраћи копнени пут Калињинграда и Бјелорусије.
Како су балтичке државе и Пољска на крају приступе НАТО, овај уски гранични појас између Пољске и Литваније постао је рањив за војни блок, уколико би избио хипотетички војни сукоб Русије и Бјелорусије с једне стране и НАТО с друге, заузимање 65 км дугог земљаног појаса између Калињинградске области и Бјелорусије би вјероватно угрозило покушаје НАТО да брани балтичке државе. Страховање НАТО због Сувалкског коридора појачала су се након руске анексије Крима и избијања рата у Донбасу 2014, а додатно је порасло с почетком руске инвазије на Украјину 2022. године. Ове брига подстакле су НАТО да повећа војно присуство у том подручју, а догађаји су покренули трку у наоружању.

## Позадина
Сувалкска превлака је ријетко насељено подручја у сјевероисточној Пољској, односно у Војводству подласком. То је брдовита област, једна од најхладнијих у Пољској, а налази се на западном крају Источноевропске низије. Пресјецају је бројне ријечне долине и дубока језера (као што су Хањча и Вигли), док су широка пространства прекривена густим шумама (укључујући Августовску прашуму) и мочварама, попут оних у Националном парку Бебжа. На западу се наслања на језерима богату Мазурију. Подручје је релативно слабо развијено — осим шумарских предузећа, индустрија је слабо развијена, мрежа путева је ријетка, а најближи већи аеродром је удаљен неколико стотина километара; само два главна пута (с најмање једном траком у оба правца) и једна жељезничка линија повезују Пољску и Литванију. Подручје је насељено националним мањинама, нарочито Украјинцима, Литванцима (недалеко од границе с Литванијом) и Русима (малобројни у Пољској).
Пољска и Литванија су постале независне државе послије Првог свјетског рата и отпочеле су борбе за успостављање контроле над површином коју су војно могле да држе. Док је Литваније потраживала већински пољски Сувалки и Вилњус, на крају није успјела успоставила контролу над њима. Договорено да Сувалки припадне Пољској према одредбама Сувалксог споразума, док је Вилњус заузела Пољска операцијом под лажном заставом познатијом као Желиговскова побуна. У међуратном периоду, Сувалкска област била је истурени дио Пољске окружен Литванијом и Источном Пруском (дио Њемачке) и имала ја мали стратешки значај.
Након Другог свјетског рата, околина Кенигсберга (убрзо послије рата преименован у Калињинград) укључена је у састав Русије, савезне републике Совјетског Савеза, и била је затворено подручје током већег дијела совјетског доба; Литванија је постала савезна република Совјетског Савеза, док је Пољска пала под совјетску сферу утицаја и придружила се Организацији Варшавског споразума. Све од распада Совјетског Савеза, једини источни и сјевери сусјед Пољске био је Совјетски Савез, тако да је, као и у међуратном периоду, област била од мале важности у војном смислу. То се промијенило 1991, када је Калињинградска област постала полуексклава Русије, уклињена између Пољске и Литваније, оба сусједа Бјелорусије, али ниједна се није граничила са „копненим” дијелом Русије. Сусједи Калињинградска области ступили су у Европску унију и Организацију Сјеверноатлантског споразума (НАТО), а истовремено, само 65 км пољске територије раздваја двије области супарничке Организације Уговора о колективној безбједности и Савезне Државе, чије су чланице Бјелорусија и Русија. Бивши естонски предсједник Томас Хендрик Илвес тврдио да је смислио назив „Сувалкска превлака” прије састанка са Урзулом фон дер Лајен, која је била министар одбране Њемачке, у априлу 2015. како би истакао рањивост тог подручја за балтичке државе.

## Грађански интереси

### Руски коридор
Први пут о посебном коридору између Калињинграда и Бјелорусије (који је планиран да иде преко Пољске) разговарали су током састанка 1990. Јуриј Шемонов, високи званичник у Калињинградској области, и Николај Ришков и Михаил Горбачов, совјетски премијер и предсједник. Док је Ришков подржавао ту идеју, Горбачов је ставио вето на приједлог, позивајући друго двојицу да „престану да шире панику”.
Након распада Совјетског Савеза, Калињинград је био одсјечен од Русије, па су Руси настојали да обезбједе транзитни пут од ексклаве до копнене Русије преко Бјелорусије. Послије неких почетник припрема, укључујући потписивање споразума који је Пољску и Русију обавезао да отворе гранични прелаз код Голдапа, руска влада је објавила намјеру да изгради посебан „комуникациони коридор” између контролног пункта и Гродна у Бјелорусији, оправдавајући одлуку регионално блиске економске везе са земљом. Русија, која је ту идеју саопштила пољској страни 1994, додатно је настојала да заобиђе Литванију, с којом је имала затегнуте дипломатске односе. У почетку, идеја је изазвала мало интересовања, али су опсежне расправе услиједиле 1996, када је руски предсједник Борис Јељцин изјавио да ће преговарати са пољском страни да тражи дозволу за изградњу аутопута, наводећи високе трошкове транзита преко Литваније.
Највиши званичници пољске владе одбили су тај приједлог. Међу главним разлозима била је чињеница да је међу Пољацима тај приједлог превише звучао као захтјев Њемачке за екстериторијалном везом преко Пољског коридора непосредно прије њемачке инвазије на Пољску 1939, па је стога виђен као неприхватљив. Осјећај је појачан упорном употребом термина „коридор” међу руским званичницима. Александар Квашњевски, тадашњи пољски предсједник, изразио је забринутост због утицаја инвестиције на животну средину, док су неки политичари из тадашње владајуће коалиције (СДЛ—ПНП) тврдили да би коридор проузроковао погоршање дипломатских односа Пољске и Литваније. Било је извјештаја да је Војводство сувалкско започело разговоре о коридору како би ублажило своје економске проблеме и чак потписивало споразум са властима Гродњенске области о промовисању његове изградње преко граничног прелаза у Липшчану, али је Цезари Ћеслуковски, тадашњи војвода сувалкски, за којег су медији сматрали да подржава идеју, негирао да је икада подржао приједлог, а ниједан доказ за то (као што су планови или процјене трошкова) није пронађен током унутрашње истраге. Када је пољска Генерална дирекција за јавне путеве ажурирала своје планове за мрежу брзих путева 1996, предложена веза нигдје није пронађена.
Тема се вратила 2001. и 2002, када су Пољска и Литванија преговарале о приступању Европској унији. Руски грађани у Калињинграду су се суочила са могућношћу да ће морати користити пасође и аплицирати за визе ради преласка граница нових чланица ЕУ, што је изазвало негодовање у руској штампи. Због тога је Русија предложила Европској комисији да одобри право на дванаесточасовни бесплатан транзит за грађане ове области кроз посебне коридоре у Пољској и Литванији, али је приједлог одбачен. Још један приједлог, са запечаћеним возовима, такође није добио одобрење; на крају је договорено да се уведу посебне дозволе за руске држављане који путују у/из Калињинградске области ради транзита кроз Литванију (али не и Пољску), познати као Документ за олакшани жељезнички транзит и Документ за олакшани транзит за жељезничка и друмска путовања.
Калињинградску област од тада углавном снабдијевају теретни возови који пролазе кроз Литванију. Међутим, у знак одмазде због руске инвазије на Украјину, Литванија је 17. јуна 2022. почела да блокира испоруку санкционисане робе у енклаву друмом или жељезницом, позивајући се на смјернице ЕУ о санкцијама. Смјернице су затим разјашњене на начин да је жељезнички саобраћај изузет од ограничења све док је обим испорука остао у оквиру претходног обима потрошње, али је тада Шлауљајска банка, банка која опслужује транзитна плаћања, објавила да ће одбити да прихвати плаћање у рубљама од 15. августа и било каква плаћања од руских субјеката од 1. септембра. Транзит је и даље могућ плаћањем других банака, али се очекивало да ће у септембру 2022. постати још оптерећујући кер ће се плаћања за сваку услугу транспорта обрађивати само у складу са смјерницама литванског регулатора за борбу против превара. Остаје још могућност да бродови иде од Санкт Петербурга до Калињинграда, али ова рута може бити недоступна зими јер се сјевернија лука може заледити.

### Економска инфраструктура ЕУ
Кроз Сувалкски коридор је пролази неколико критичних коридора, јер је то једина копнена рута између Балтичких држава и остатка Европске уније и НАТО.
Стратешка комуникациона артерија, позната у Европској мрежи међународних путева као E67 или као Via Baltica (брзи пут S61 на пољској страни или аутопут A5 на литванској страни), пролази кроз Сувалкски коридор. Дио је Сјеверноморско-балтичког коридора (раније Балтичко-јадрански коридор), једног од кључних рута Трансевропске транспортне мреже која повезује Финску и Балтичке државе са остатком Европе. Од априла 2024. пољски брзи пут је скоро завршен; једини сегмент који још није отворен је обилазница око Ломже, за коју се очекује да ће бити отворена у мају 2025. године. На литванској страни, постојећи аутопут A5 се унапрјеђује у двоструки аутопут са раскрсницама различитих нивоа. Предвиђено је да дионица аутопута близу Сувалкског коридора буде завршена до 2025. године.
Rail Baltica је пројекат, тренутно у изградњи, који би требао побољшати постојећу везу балтичких држава и остатка Европске уније стварањем нове, јединствене магистралне линије европског колосијека која иде преко балтичких држава од Каунаса до Талина и на крају испод Финског залива у Хелсинки. Разлог је тај што балтичке државне жељезнице и даље користе шири руски колосијек, док је велика већина пољских возних средстава прилагођена стандардном колосијеку, уобичајеном у западној Европи. Очекује се да ће пољски дијелови бити завршени до 2028, али од фебруара 2024. грађевински радови у Пољској већ касне 3 године и нема гарантованог финансирања за дионицу између Елка и пољско-литванске границе.
Гасна интерконекција Пољска—Литванија отворена 1. маја 2022, једина је земаљска веза између балтичког и финског система гасовода и остатка Европске уније. Због њеног стратешког значаја, Европска унија је интерконекцију препознала као пројекат од заједничког интереса. LitPol Link је правац за једини копнени високонапонски електрични вод између Пољске и Литваније, отворен крајем 2015. године. Један високонапонски електрични вод до Литваније је у фази планирања, јер је планирани поморски Harmony Link (преко Клајпеде) економски неизводљив.
Сувалкски коридор је важно ограничење за цивилни ваздушни простор од почетка руске инвазије на Украјину 2022. године. Због санкција Русији и Бјелорусији, авијација ових земаља можда неће летјети кроз Европску унију, укључујући и Калињинград. Међутим, Русија је такође забранила превозницима из Европске није транзит преко своје територије, а авио-компаније из Европске уније су позване да не лете изнад Бјелорусије. Дакле, једини могући начин да цивилни авиони лете из балтичких Држава или Финске ка југу је кроз Сувалкски коридор, или преко Балтичког мора.
- Цивилна инфраструктура која пролази кроз Сувалкски коридор
- Европски пут E67, постепено надограђен на стандарде брзих путева
- Напредак на аутопуту S61 у Пољској, који води до Сувалкског коридора, април 2024. Зелена боја: отворено, црвена боја: у изградњи.
- Планирана рута
- Рута гасне интерконекције Пољска—Литванија
- LitPol Link, високонапонски електрични вод који повезује Пољску и Литванију

## Војна разматрања

### Историја
Много прије него што је Сувалкски коридор постао брига за НАТО, неколико војних битака или операција се одвило на том подручју. На примјер, током Наполеонове инвазије на Русију, дио његове војске, који је у земљу прешао из Варшавског војводства, користи је Сувалкски коридор као лансирну рампу за инвазију, а почетком 1813, када су остаци његове војске повукла, прешла је коридор од Каунаса према Варшави. Обје битке на Мазурским језерима током Првог свјетског рата прошле су или су непосредно вођене на територији. Током инвазије на Пољску, којом је започет Други свјетски рат, највећи дио акције је заобишао то подручје, док је Црвена армија 1944. једноставно напредовала у Источну Пруску и није дошло до веће битке у том подручју.
Пољска и Литванија су приступиле НАТО 1999. и 2004. године. С једне стране, то је значило да је Калињинградска ексклава била окружена државама чланицама НАТО, али с друге стране, то је створило геостратешку тачку за војни савез, јер све трупе које су снабдјевене копном морају проћи кроз Сувалкски коридор. У случају њеног заузимања, балтичке државе би било окружене Русијом и Бјелорусијом, руским савезником. Чак и ако Бјелорусија или Русија нису физички присутне у коридору, ипак је довољно узак да ракете кратко домета стациониране у било којој земљи могу да гађају све војне залихе које долазе кроз коридор, док су алтернативни путеви испоруке, такође угрожени од противваздушних или противбродских ракета стационираних у Калињинградској области. Због свог стратешког значаја за НАТО и балтичке државе, описан је као једно од жаришта НАТО, његова „Ахилова пета” и назван је савременом верзију Фулдског коридора.
У почетку, ова рањивост је била релативно мало забрињавајућа јер је током већег дијела 1990-их Русија била у дубокој депресији, што је захтијевало велике резове војног буџета. Иако је имала војску значајне бројности, била је лоше опремљена и ниских војних способности. Поред тога, односи Русије и НАТО били су срдачнији у то вријеме, јер Русија није била отворена непријатељски настројена према НАТО, што је потврђено приликом потписивања Оснивачког акта из 1997, а сматрало се да ће Русија на крају постати пацифистичка демократија, смањујући своје војно и нуклеарно присуство. Обавеза НАТО да не гради сталне базе иза ријеке Одре, чинила се разумном према томе.

### Ескалација тензија
Квалитативно и квантитативно побољшање наоружавања почело је с почетком ступања на власт Владимира Путина. Ракете Искандер кратког домета (500 км), која могу носити нуклеарне бојеве главе, постављене су 2018. године. Додатне инсталације су распоређене крајем 2010-их, укључујући више оружја за ускраћивање подручја, као што су противбродске ракете Бастион-П и Оникс и пративваздушни ракетни комплекс С-400.
Уопштен говорећи, каже се да је значај коридора међу западним нацијама у почетку био потцијењен због чињенице да су западне земље настојале да нормализују односе са Русијом. Стога је већина активности НАТО била концентрисана на маневре и вјежбе, а не на одвраћање. До промјене у политици дошло је постепено након руске инвазије на Украјину 2014. године. Након Велшког самита 2014, а затим и Варшавског самита 2016, чланице НАТО су се сложиле о већем војном присуству у источном чланицама НАТО, што се остварило као Проширено напредно присуство НАТО. Пољска страна је 2018. предложила да се стационира стална оклопна дивизија у области Бидгошч—Торуњ (позната као „Форт Трамп”) уз финансијску подршку од 2 милијарде долара, али НАТО није пристао на то јер се плашио да ће потенцијално нарушити Оснивачки акт из 1997, који, између осталог, ограничава способност НАТО да изгради сталне базе поред Сувалкског коридора.
Док се стална војна база на крају није појавила, војна ситуација у регији је стално ескалирала, а чини се да је тактика одвраћања само повећала концентрацију ватрене моћи на обје стране. Неколико војних вјежби, укључујући вјежбе Запад 2017, Запад 2021. и Савезничка ријешеност 2022. у Бјелорусији и Калињинградској области и друге које су биле неочекиване и НАТО вјежбе Гвоздени вук 2017. у Литванији, као и неке од годишњих операција Удар сабље у подручју Сувалкског коридора. Око 20.000 војника са 3500 војних возила учествовао је у НАТО вјежби Драгон 24 у сјеверној Пољској.
Руске снаге нису пустиле Бјелорусију послије вјежби 2022. и извршиле су инвазију на Украјину са сјевера у фебруару и марту те године. Како се рат на источној граници НАТО расплитао, НАТО је послао још трупа на свој источни бок, иако су њени представници рекли да неће успоставити стално присуство на својим источним границама. Ситуација у тој области се додатно интензивирала након литванске декларације о забрани транзита санкционисане робе преко њене територије. Како се безбједносна ситуација убрзано погоршавала на истоку, министри иностраних послова Литваније и Исланда рекли су да је Русија ефективно одбацила споразум из 1997, што је посредно подржао и замјеник Генералног секретара НАТО Мирча Ђеоана. Међутим, до краја 2023, неколико процјена је показало да је пријетња постала много мања након што је инвазија почела. Сугерисали су да заглављивање руских трупа у источној и јужној Украјини, приступањем Шведске и Финске НАТО и промјена у тактици војног савеза која је видјела да је више трупа распоређено на границама НАТО, значи да је много мање вјероватно да ће Русија започети нови рат.

### Тренутни положај снага

#### НАТО и чланице савеза
Од прољећа 2022. јединице НАТО или држава чланица најближе Сувалкском коридору су:
- 900 њемачких војника[74] заједно са чешким, норвешким и холандским трупама, укупно око 1600 људи, заједно са Механизованом пјешадијском бригадом Жељезни вук, распоређени су у мултинационалној дивизији НАТО у литванској Рукли, 140 км од границе.[75] Бригада је наоружана тенковима Леопард 2, борбеним возилима пјешадије Мардер и самоходним хаубицама Панцерхаубице 2000.[76] Њемачки министар одбране Борис Писториус је у јуну 2023. најавио да ће Њемачка повећати своје присуство на 4000 војника, али се долазак цијеле бригаде очекује тек 2027. године.[77] Пројекат вриједан 300 милиона евра предвиђа проширење војне базе.[78] Подјединица бригаде Жељезни вук, Механизовани улански батаљон Велике војвоткиње Бируте, стационирана је у Алитусу, 60 км од пољско-литванске границе. Поред тога, војна база у Рудининкаију, која се налази 35 км јужно од Вилњуса и око 125 км од Сувалкског коридора, добила је наређење да се хитно поново активира након што је Сејм усвојио закон о томе.[79] База је поново отворен 2. јуна 2022. и може да прими 300 војника.[80]
- Амерички одред величине батаљона (800 људи) из 185. пјешадијског пука (од средине 2022) заједно са пољском 15. механизованом бригадом, као и 400 британских краљевских драгуна и неким румунским и хрватским трупама. Ове трупе су стациониране код пољских градова Ожиш и Бемово Пискије, отприлике на истој удаљености од границе као и Рукла.[81][82] Снаге су наоружане америчким М1 Абрамс и пољским модификованим Т-72 тенковима, Страјкером, М3 Бредли и пољским борбеним возилима пјешадије БВП-1, хрватским ракетама М-92 и румунским системима противваздушне одбране.[36][76] Бригаде у обје земље дјелују по принципу ротације. Пољски и литвански домаћини бригада потписале су споразум о међусобној сарадњи 2020, али за разлику од операције са страним снагама, оне нису подријеђене команди НАТО.[83][84]
- 14. противтенковски артиљеријски пук, под пољском командом, био је у гарнизону у Сувалкију и наоружан израелским пројектилима Спајк-ЛП. Пук је накратко деградиран у ескадрилу, јер је посједовао застарјелу опрему.[36] Остале снаге у области под пољском командом укључујући артиљеријски пук у Венгожеву, механизовану бригаду у Гижицку и противваздушну јединицу у Голдапу.[46]
- До 40.000 војника у оквиру Снага за реаговарање НАТО, активираних 25. фебруара 2022. након руске инвазије на Украјину, које су доступне у кратком року.[85]

Генерални секретар НАТО Јенс Столтенберг је у јуну 2022. обећао више оружја и трупа балтичким државама, настојећи да повећа присуство НАТО на нивоу бригаде у свакој од балтичких држава и Пољској (3000—5000 војника у свакој земљи), док су Снаге за одговор НАТО биће повећане на 300.000 војника.

#### Русија и Бјелорусија
Калињинградска област је веома милитаризовано подручје које је подријеђено команди Западног војног округа. Све до руске инвазије на Украјину 2022, у Западном војном округу се налазила најбоља опрема и најопремљеније војне снаге којима је Русија располагала. У периоду 1997. до 2010, цијела област је организована као посебна регија под јединственом командом свих снага које су ту биле распоређене. Калињинград је штаб Балтичке флоте и штаб 11. армијског корпуса, који има широке могућности противваздушне одбране и чије су дивизије прошле опсежну модернизацију крајем 2010-их. Према Конраду Музику, аутору детаљне студије о снагама војног округа, јединице стациониране у Калињинграду дозвољавају борбу средњег интензитета у тој области без подршке из копнене Русије. Град Гусев, у источном дијелу области, на само 50 км од тромеђе Виштитис, домаћин је 79. моторизованог стрељачког пука (БМП-2 и самоходне хаубице 2С19) и 11. тенковског пука (90 тенкова, већина Т-72Б1, најмање 23 су новији Т-72Б3). Ракетне јединице су стациониране у војном аеродрому Черњаховск (ракетни лансери Искандер), док се већина јединица ПВО (вишецјевни бацачи ракета БМ-30 Смерч и БМ-27 Ураган) налазе се у околини Калињинграда. Калињинград такође има капацитета за вођење радиоелектронског рата, у којем су руске снаге насљедиле много искуства из совјетског доба и стекле га током операција хибридног ратовања као што је у Донбасу.
Русија није званично потврдила да ли има нуклеарне бојеве главе у ексклави, али се зна да ракете Искандер могу да носе такво оружје. Федерација америчких научника објавила је 2018. фотографије на којима се види како је складиште оружја сјеверозападно од Калињинграда надограђено на начин који омогућава складиштење нуклеарног оружја. Поред тога, литвански министар одбране Арвидас Анушаускас је тврдио да Русија већ имала нуклеарно оружје у ексклави.
Бјелоруска војна команда, иако је независна као војна команда суверене државе, организационо се ускладила са руском командом и у многим видовима је у потпуности или суштински зависна од руских одбрамбених институција и извођача, док је упорним недовољним улагањем у сопствену војску и продубљивање веза са Русијом своју војску оставила са ниским офанзивним способностима, при чему је једина изводљива улога била подршка главним руским снагама. На примјер, земље имају заједничку противваздушну одбрану, укључујући и команду. На бјелоруској страни има релативно мало јединица — штаб Западне оперативне команде (један од двије команде у Бјелорусији), као 6. механизована бригада у Гродну (противваздушне ракете С-300), док се ваздушна дејства могу изводити из војне ваздухопловне базе у Лиди. Добили су нека руска појачања уочи вјежбе Запад — 2021, укључујући још ракета С-300 у Гродну, и почетком 2022. када су ракете С-400 постављене у Гомељској области. Бјелоруски предсједник Александар Лукашенко је у мају 2022. објавио да је купио Искандере и ракете С-400 од Русије.

### Стратегија

#### Напад
Међу западним војним истраживачким центрима постоји широк консензус да би сваки хипотетички напад на НАТО укључивао покушај заузимања Сувалкског коридора, што би ставило балтичке државе у окружење.  Као разлог хипотетичког напада не види се руска окупација три бивше совјетске републике, него да се посије неповјерење у способности НАТО, да се дискредитује војни савез и да се потврди положај Русије као једне од главних војних сила. Могући сценарио за такав потез изнио је пензионисани руски пуковник и телевизијски коментатор Игор Коротченко, који је предложио руског заузимање Сувалкског коридора и шведског острва Готланд уз ометање радио сигнала НАТО, како би успоставили дјелотворну војну контролу над свим могућим путевима снабдијевања балтичким државама. Друго мишљење је изнио Франц-Стефан Гади из Међународног института за стратешке студије, који је претпоставио да ће Русија заузети Сувалкски коридор, а затим приморати НАТО да одступи користећи пријетњу распоређивања нуклеарног наоружања.
Упркос чињеници што је пољска страна коридора краћа, стручњаци сматрају да она ипак не би била кориштена као подручје главне концентрације ових снага. Руски лист из 2019. указао је да би потенцијални напад који би балтичке државе одсјекао од НАТО могао да се деси сјеверно од Сувалкског коридора, у југозападној Литванији, због боље дјеловања руских снага; иста рута је претпостављен у војним вјежбама Запад 2017 и Запад 2021. Ово подручје сматрају повољнијим за напад и Центар за анализу европске политике и документи шведског Института за истраживање тоталне одбране (ИИТО), јер је терен равнији и мање пошумљен и самим тим лакши за кретање тешких трупа. Фаустина Клочек била је једна од ријетких који су предлагали да се напад изврши преко територије Пољске.
Наки аналитичари предлажу другу теорију, по којој је важност Сувалкског коридора преувеличана. Мајкл Кофман из CNA упоредио је Сувалкски коридор са „Макгафином” (сам по себи неважан, али тврди да би могао бити дио линије фронта која се протеже стотинама километара) и тврди да су се претходне анализе, које су нужно биле ограничене, ослањале на поједностављени поглед руске војске и нису довољно анализирале доктрину у цјелини. С друге стране, Франц-Стефан Гади сматра да би Русији било лакше да заузме било коју балтичку државу, а не конкретно Сувалкски коридор, јер би се морали бранити од Пољске, ако је циљ Русије да представи ситуацију fait accompli, а могуће и Њемачке, умјесто малих трупа балтичких држава. Александар Ланошка из Chatham House тврди да Русији није у интересу да затвори коридор, јер су транзитни споразуми већ довољно добри и инвазија на НАТО би створила онолико проблема за Русију, колико би НАТО имао. Фредерик Вестерлунд (ИИТО) имао је слично гледиште.
Током мигрантске кризе на источној граници НАТО и ЕУ, НАТО и украјински обавјештајци су изразили забринутост да ће Бјелорусија послати мигранте у Сувалкски коридор како би дестабилизовали подручје, што би заузврат дало изговор Русије да уведе „мировне” трупе. Страх пољске владе да би Русија потенцијално могла да отвори мигрантску руту преко Калињинградске области кулминирао је одлуком да се на граници са ексклавом изгради ограда, слична оној коју је Пољска поставила на бјелоруској граници претходне године. У извјесној мјери, ови страхови су били оправдани након што је Вагнер група прекинула побуну у Русији и затим је протјерана у Бјелорусију. Плаћеници су започели обуку бјелоруских војника недалеко од границе са Пољском, што је навело пољске трупе да затворе неке граничне прелазе и пошаљу 10.000 војника као појачање.